# 10758 Aldoushuxley
10758 Aldoushuxley è un asteroide della fascia principale. Scoperto nel 1990, presenta un'orbita caratterizzata da un semiasse maggiore pari a 2,2278797 UA e da un'eccentricità di 0,0970427, inclinata di 6,08593° rispetto all'eclittica.